# Данкан (Небраска)
Данкан (англ. Duncan) — селище (англ. village) в США, в окрузі Платт штату Небраска. Населення — 392 особи (2020).

## Географія
Данкан розташований за координатами 41°23′24″ пн. ш. 97°29′36″ зх. д. / 41.39000° пн. ш. 97.49333° зх. д. (41.390082, -97.493369).  За даними Бюро перепису населення США в 2010 році селище мало площу 1,08 км², уся площа — суходіл.

## Демографія
Згідно з переписом 2010 року, у селищі мешкала 351 особа в 137 домогосподарствах у складі 99 родин. Густота населення становила 326 осіб/км².  Було 142 помешкання (132/км²).
Расовий склад населення:
| - 98,0 % — білих - 0,3 % — корінних американців - 0,3 % — азіатів |

До двох чи більше рас належало 1,4 %. Частка іспаномовних становила 0,3 % від усіх жителів.
За віковим діапазоном населення розподілялося таким чином: 24,8 % — особи молодші 18 років, 61,2 % — особи у віці 18—64 років, 14,0 % — особи у віці 65 років та старші. Медіана віку мешканця становила 39,4 року. На 100 осіб жіночої статі у селищі припадало 118,0 чоловіків;  на 100 жінок у віці від 18 років та старших — 107,9 чоловіків також старших 18 років.
Середній дохід на одне домашнє господарство  становив 72 982 долари США (медіана — 65 500), а середній дохід на одну сім'ю — 76 412 долари (медіана — 67 750). За межею бідності перебувало 7,0 % осіб, у тому числі 0,0 % дітей у віці до 18 років та 11,9 % осіб у віці 65 років та старших.
Цивільне працевлаштоване населення становило 265 осіб. Основні галузі зайнятості: виробництво — 28,7 %, роздрібна торгівля — 10,9 %, освіта, охорона здоров'я та соціальна допомога — 10,9 %.